# Casa Anísio Teixeira
A Casa Anísio Teixeira é um sobrado localizado em Caetité, município do estado brasileiro da Bahia. Foi tombado em 1978 pelo Instituto do Patrimônio Artístico e Cultural da Bahia (IPAC) e mantido como centro de memória, espaço cultural e museu pela Fundação Anísio Teixeira (FAT) para a preservação memorial do educador Anísio Teixeira.

## Histórico
Originalmente era o Solar dos Fraga, importante família que veio, com a Proclamação da República, a migrar para o estado de São Paulo, legando ali importantes figuras como Constantino, Lucília e Afonso Fraga.
O sobrado até se tornar o Solar dos Fraga é um registro vívido das interligações entre as famílias àquela época. Inicialmente, segundo relatos da família Fraga, o sobrado foi construído para servir de residência ao casal Anna Tereza e Bernardo Antônio Cardoso, de origem portuguesa. Era a segunda núpcias de Anna Teresa, cujo primeiro marido foi Manoel José de Faria e não tendo filhos legítimos, eles adotaram um menino e deram o nome de Constantino José Faria.
Com o falecimento de Bernardo e sem descendentes com Anna Tereza, chega ao Brasil o padre Manoel José Gonçalves Fraga como representante da família Cardoso em Portugal, responsável pela liquidação dos bens da herança. O padre Manoel não retorna a Portugal e permanece no Brasil, ajudando a viúva a administrar sua parte da herança e forma a sociedade Padre Manoel José Gonçalves Fraga & Cardoso com ela.
Padre Manoel José Gonçalves Fraga traz ao Brasil seu sobrinho de quinze anos, homônimo, que estuda Direito em Recife. Ele futuramente casa com Maria Amélia, filha de Constantino José de Faria (filho adotivo de Anna Tereza como mencionado anteriormente). Após finalizar seus estudos, Manoel José Gonçalves Fraga e Maria Amélia mudam para o sobrado, surgindo então a denominação Solar dos Fraga.
Em 1885 o coronel Deocleciano Pires Teixeira adquire o imóvel para sua residência, com todo seu acervo de Manoel José Gonçalves Fraga, permanecendo com a família Teixeira desde então. Manoel José Gonçalves Fraga retorna a Portugal junto com Maria Amélia.
Em 1900, nasceu o educador Anísio Spínola Teixeira no sobrado, onde residiu por quatorze anos. Em 1930, com a morte de Deocleciano Pires Teixeira, o imóvel foi transferido para sua esposa Anna de Souza Spínola e seus filhos.
Embora sua datação seja de começos do século XIX, o sobrado resulta da fusão de duas casas que são-lhe anteriores. Presume-se que o sobrado foi construído por Manoel Fraga, que também foi o executor da Igreja de Santana.
O imóvel foi reformado e restaurado em diversas ocasiões; em 1909 uma série de melhorias foram acrescentadas pelo Coronel, dotando-a dentre outras coisas das pinturas murais; em 1998 foi amplamente restaurada e em 2000 foi inaugurado um cine-teatro na parte dos fundos.